# Пидарсько
Пида́рсько (болг. Пъдарско) — село в Пловдивській області Болгарії. Входить до складу общини Брезово.

## Населення
За даними перепису населення 2011 року у селі проживали 606 осіб.
Національний склад населення села:
| Національність   | Кількість осіб | Відсоток |
| ---------------- | -------------- | -------- |
| болгари          | 364            | 60,3%    |
| цигани           | 232            | 38,4%    |
| турки            | 7              | 1,2%     |
| Всього відповіли | 604            |          |

Розподіл населення за віком у 2011 році:
Динаміка населення: